# Okrug Košice III

Košice III (slk. Okres Košice III) je okrug u istočnoj Slovačkoj u  Košickom kraju, jedan je od četiri okruga drugog po veličini Slovačkoga grada Košica u okrugu živi 27 336 stanovnika, dok je gustoća naseljenosti 1624,06 stan/km². Ukupna površina okruga je 16,83 km².

## Stanovništvo
| Godina:     | 1994.  | 2004.   | 2014.   | 2024.   |
| ----------- | ------ | ------- | ------- | ------- |
| Broj ljudi: | 31 979 | 30 349  | 29 414  | 27 336  |
| Razlika:    |        | −5,09 % | −3,08 % | −7,06 % |

| Godina:     | 2023.  | 2024.   |
| ----------- | ------ | ------- |
| Broj ljudi: | 27 551 | 27 336  |
| Razlika:    |        | −0,78 % |

## Gradske četvrti
- Dargovských hrdinov
- Košická Nová Ves